# Chmielewoje (obwód kurski)
Chmielewoje (ros. Хмелевое) – wieś (ros. село, trb. sieło) w zachodniej Rosji, w sielsowiecie mołotyczewskim rejonu fatieżskiego w obwodzie kurskim.

## Geografia
Miejscowość położona jest nad Gniłowodczikiem (lewy dopływ Usoży w dorzeczu Swapy), 6 km od centrum administracyjnego sielsowietu (Mołotyczi), 13 km na północny wschód od centrum administracyjnego rejonu (Fatież), 49 km na północny zachód od Kurska, 11 km od drogi magistralnej (federalnego znaczenia) M2 «Krym» (część trasy europejskiej E105).
We wsi znajduje się 569 posesji.
Klimat
Miejscowość, jak i cały rejon, znajduje się w strefie klimatu kontynentalnego z łagodnym ciepłym latem i równomiernie rozłożonymi opadami rocznymi (Dfb w klasyfikacji klimatów Köppena).

## Demografia
W 2010 r. wieś zamieszkiwało 548 osób.